# Davide Marra
Davide Marra (ur. 12 marca 1984 w Praia a Mare) – włoski siatkarz, grający na pozycji Libero, reprezentant kraju. Od sezonu 2019/2020 występuje w drużynie Emma Villas Siena.

## Sukcesy klubowe
Puchar Challenge:
- 2013

Mistrzostwo Włoch:
- 2013

Puchar Włoch:
- 2014